# پاستوخوویتسه
پاستوخوویتسه (به چکی: Pastuchovice) یک منطقهٔ مسکونی در جمهوری چک است که در ناحیه پلزن-شمالی واقع شده‌است. پاستوخوویتسه ۸٫۲۴ کیلومتر مربع مساحت و ۷۱ نفر جمعیت دارد و ۴۶۷ متر بالاتر از سطح دریا واقع شده‌است.